# Liljeholmens Kabelfabrik

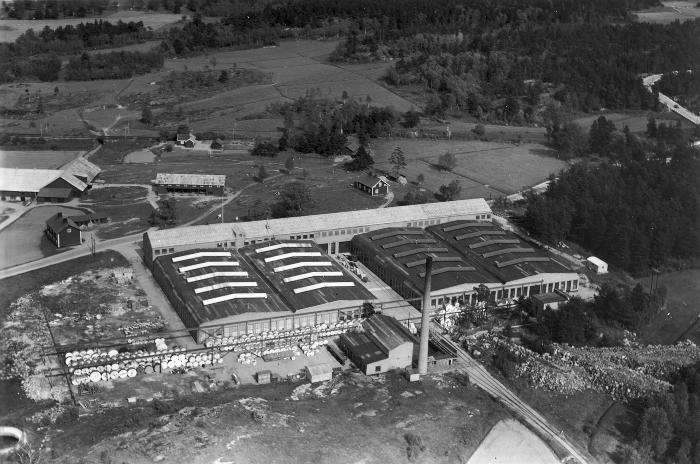
Liljeholmens Kabelfabrik i Västberga industriområde 1936.

AB Liljeholmens Kabelfabrik var en tillverkare av starkströmskablar och installationsmateriel för starkström. Företaget, som länge var dotterbolag till ASEA, grundades vid sjön Trekantens sydöstra hörn i Liljeholmen, utanför Stockholm 1870.

## Tidig historia
Företaget grundlades 1870 av Johan Theodor Winborg och John Jansson under namnet Liljeholmens stubinfabrik. Winborg var kemist och han började sin yrkesbana som anställd i en ättiksfabrik, som han blev ägare till och vars varunamn Winborgs fortfarande finns kvar, även om det numera ägs av Unilever. De ovannämnda kompanjonerna beslöt 1870 att börja tillverka stubintråd. Man avsåg att tillverka nymodigheten stoftkrutsstubin som var överlägsen den dittills framställda kornkrutsstubinen. Man fick länsstyrelsens tillstånd och uppförde en liten fabrik vid Stora Nybohof i Brännkyrka socken intill sjön Trekanten. Den kände uppfinnaren och industrimannen Helge Palmcrantz konstruerade fabrikens första maskiner. I fortsättningen var det emellertid John Jansson som utvecklade maskinerna. Palmcrantz ägnade sig istället åt vapenteknik och konstruerade en berömd kulspruta, som finansierades av Theodor Winborg.

## Diversifierad tillverkning

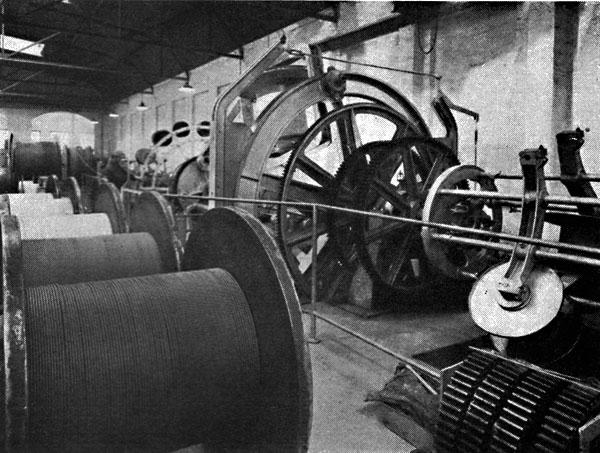
Jordkabeltillverkning. Maskin för hopslagning av pappersisolerade parter.

Fabrikationen av stubintråd var till en början ganska ringa och man diversifierade med varor som jutesnören, tömmar, klädlinor m.m. och från 1880 tillverkades också tågvirke av rysk hampa. För reptillverkningen anskaffades moderna spinnmaskiner och andra maskiner av Janssons konstruktion.
Fabriken sköttes sedan mitten av 1870-talet helt av John Jansson. Winborg kvarstod emellertid som ägare till 1893 då han överlät fabriken på sin måg Axel Forsberg. Ett mycket viktig skede tar sin början 1883 då man börjar tillverka elkabel. De första kablarna bestod av järntråd omgiven av flätat och impregnerat bomullsgarn. Man fick tidiga order på kablar från Kungl. Teatern i Stockholm, Allmänna Telefonaktiebolaget och kabel för stadsbelysning på olika platser. Tågvirkes- och kabelfabrikationen blev allt mer dominerande och tillverkningen av stubintråd upphörde 1889. 1901 ombildades stubinfabriken till aktiebolag med firmanamnet AB Liljeholmens Hampspinneri och Kabelfabrik. Men efterfrågan på tågvirke minskade och den tillverkningen avvecklades helt år 1909. 
Från 1909 övergick bolaget helt till fabrikation av elkabel och 1914 beslöt man därför att firmanamnet skulle ändras till AB Liljeholmens Kabelfabrik. 

## ASEA tar över
1916 övertog Asea aktiemajoriteten och en ny fabrikör, Herman Duse, tillträdde. Avspärrningen under första världskriget och landsbygdens elektrifiering ökade starkt efterfrågan på kabel och man anskaffade bland annat moderna gummibearbetningsmaskiner. En omfattande brand härjade fabriken den 28 december 1916 och blev till ett kännbart avbräck. Under krigstiden blev man tvungen att experimentera med olika ersättningsmaterial. 1924 började man tillverka blykablar, som bidrog till en kraftigt ökad omsättning.

## Flytt till Västberga och  Nässjö

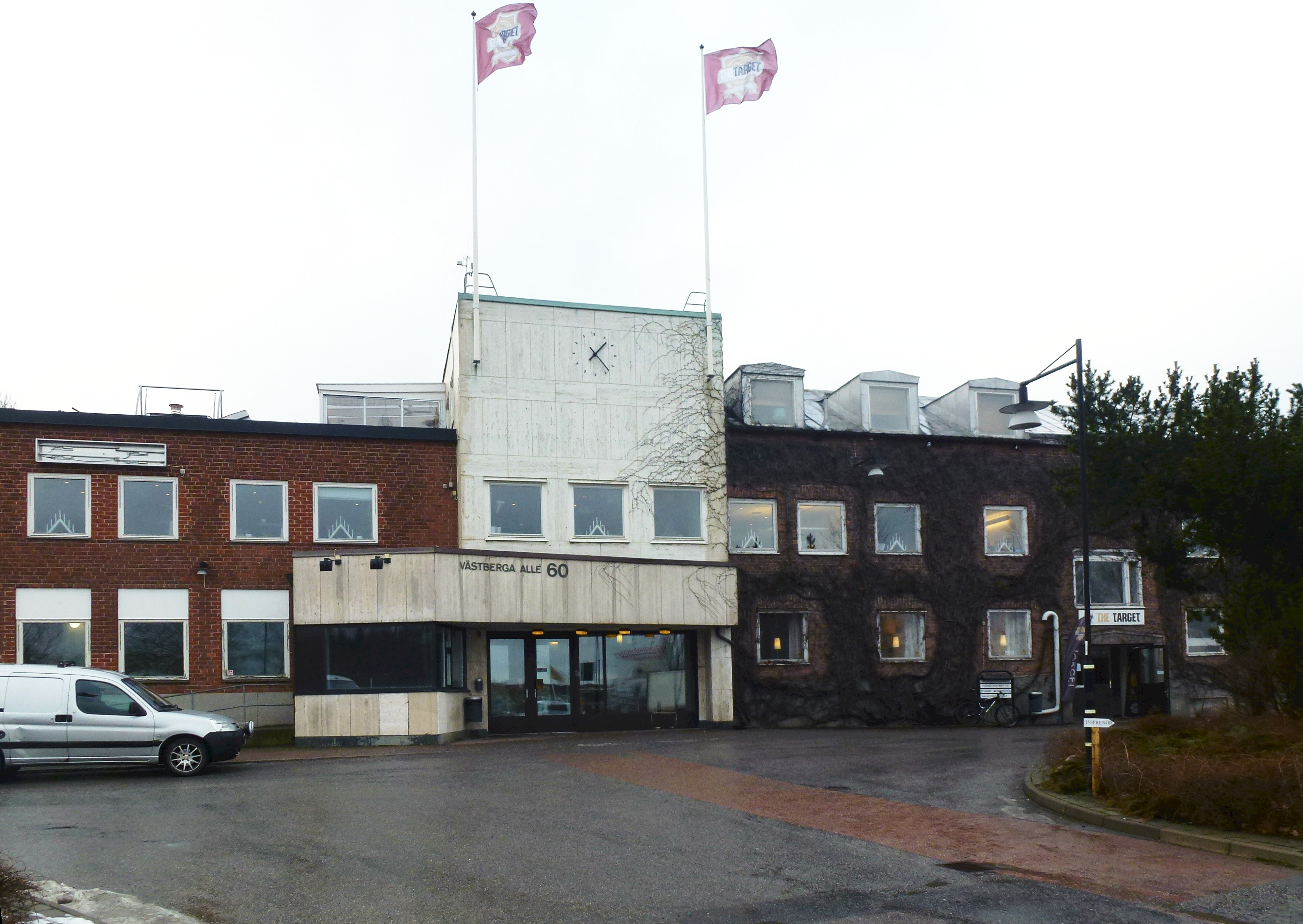
Kontorsentrén, Västberga allé 60.

År 1929 beslöt man att bygga en ny fabrik på en redan tidigare anskaffad tomt i det som sedermera blev Västberga industriområde, strax söder om Västberga gård. Fabriksanläggningen ritades av arkitekt Ture Wennerholm. I samband med flytten började man även att tillverka pappersisolerade blykablar. Sedan 1926 tillverkades även apparatur som kopplingsdosor och annan installationsmaterial, industriarmatur, mätartavlor, strömställare med mera. 
En annan ny produkt blev 1931 kondensatorer för starkström. De gamla fabriksbyggnaderna på Liljeholmen revs 1963 för att ge plats åt tunnelbanestationen.
Tillverkningen flyttades delvis 1977 från Västberga till Nässjö. Bolaget ändrade 1976 namn till ASEA kabel och 1993 delades verksamheten till ABB Cables (Nässjö) och ABB High Voltage Cables (Karlskrona). År 1999 förvärvades ABB Cable av den holländska koncernen Draka Holding.